# Sarudże-je Sofla
Sarudże-je Sofla – wieś w Iranie, w ostanie Azerbejdżan Zachodni, w szahrestanie Szahin Deż. W 2006 roku liczyła 109 mieszkańców.